# Spezifische Produktleistung
Unter dem Begriff Spezifische Produktleistung eines Reaktionsgefäßes (Reaktor) versteht man die pro Raum und Zeit in einem Reaktor gebildete Produktmenge, beispielsweise t (Tonnen) Ammonsulfatsalpeter pro Kubikmeter und Jahr oder kg pro Liter und Sekunde.
Sinnvoll ist die Nutzung des Begriffes nur in Bezug auf kontinuierliche Reaktoren, da bei absatzweisem Betrieb Rüstzeiten einen Großteil der Betriebszeit ausmachen.
Man findet in der Literatur häufig auch die Bezeichnung Raum-Zeit-Ausbeute (englisch: space-time-yield), da dabei aber der Begriff Ausbeute eine Art Untermenge ist, sind Verwechslungen möglich, die durch die Verwendung von Spezifischer Produktleistung vermieden werden. Dagegen wird der Begriff Raumzeit, der für den Nenner-Teil der Definition für die Spezifische Produktleistung steht also z. B. 1/(l·sec) bei der Optimierung von Reaktoren häufig benutzt.
Die Raum-Zeit-Ausbeute wird in heterogen-katalysierten Reaktionen teilweise auch auf das Volumen oder die Masse eines Katalysators bezogen (Beispiel kg Produkt pro kg Katalysator und Stunde).